# クインテ (掃海艇・初代)
クインテ (HMCS Quinte) は、カナダ海軍の掃海艇。バンゴール級。

## 艇歴
バンクーバーのBurrard Dry Dock社で建造。1940年12月14日起工。1941年3月8日進水。同年8月30日就役。
10月10日にエスクィマルトを出発し、掃海艇「Clayoquot」、「Ungava」とともにハリファックスへ向かった。パナマ運河を通過して11月1日にジャマイカのキングストンに到着。そこで、「Clayoquot」、コルベット「Clarkia」とともに座礁したイギリス空母「インドミタブル」の離礁作業に従事した。11月14日、ハリファックスに到着した。
「クインテ」はWestern Local Escort Forceに、次いでHalifax Forceに属し、船団護衛に従事した。
1942年10月14日から11月26日までノバスコシアのルーネンバーグで改修が行われた。改修完了後「クインテ」は同地で改修中であった「Ungava」から燃料をもらい、それからピクトゥーへ向かうことになっていたが、そのことが伝えられていなかった「Ungava」側は燃料の供給を拒否した。ピクトゥーまでの航海に必要な燃料はあったが、後で燃料切れになることとなる。「クインテ」は11月27に出航したが、海が荒れて通信用アンテナが失われ、また28日10時45分にジャイロコンパスに問題が見つかった。同日1時45分以降陸地を見ていなかったため陸地のある方へ針路が向けられたが、その後水の流入により音響測深機が役に立たなくなり、さらにレーダーも使えなくなった。加えて、艦内に一つだけしかなかった六分儀も、甲板に落としてしまい信頼できなくなってしまった。11月29日16時30分になってようやく陸地が視認された。吹雪で視界不良の中、Ciboux島のFlat Pointと思われる明りを頼りに航行していたところ、21時35分にその明りが近すぎるとの報告を受けて艇長Nicolは停船を命じたが、21時38分に「クインテ」は座礁した。そこは実際はHorse Head Shoalsであった。21時45分に離礁に成功し、近くにいたモーターランチの助けを借りて"St. Peter's Bayへ向かった。その頃、「クインテ」は燃料切れにより浸水が続いているのにポンプが使えなくなった。その場に現れたタンカーから給油を受けようとしたがボイラーまで浸水していたため断念され、その後「クインテ」は座礁させられた。
「クインテ」は12月15日に浮揚されたが、翌日排水作業中に横転した。再度の引き揚げ作業に長期間要すことから「クインテ」は1943年1月17日に退役した。作業は4月24日に完了した。その後の修理中に「クインテ」は練習艦とされることが決定された。 1944年6月27日に「クインテ」は再就役した。
1945年1月11日、セントジョンで大波により「クインテ」は共に係留されていたコルベット「シクティミ (Chicoutimi)」と衝突し損傷した。
研究艦となった後、1946年10月25日に退役し、1947年に解体された。